# Shelby (Montana)
Shelby es una ciudad ubicada en el condado de Toole en el estado estadounidense de Montana. En el Censo de 2010 tenía una población de 3376 habitantes y una densidad poblacional de 210,92 personas por km².

## Geografía
Shelby se encuentra ubicada en las coordenadas 48°29′53″N 111°51′28″O / 48.49806, -111.85778. Según la Oficina del Censo de los Estados Unidos, Shelby tiene una superficie total de 16,01 km², de la cual 15,61 km² corresponden a tierra firme y (2,48%) 0,4 km² es agua.

## Demografía
Según el censo de 2010, había 3 376 personas residiendo en Shelby. La densidad de población era de 210,92 hab./km². De los 3 376 habitantes, Shelby estaba compuesto por un 89,48% de blancos, el 0,83% eran afroamericanos, el 6,52% eran amerindios, el 0,5% eran asiáticos, el 0% eran isleños del Pacífico, el 0,8% eran de otras razas y el 1,87% pertenecían a dos o más razas. Del total de la población el 3,02% eran hispanos o latinos de cualquier raza.